# República Chechena de Ichkeria
La República Chechena de Ichkeria (checheno latino: Noxçiyn Paçẋalq Noxçiyçö, checheno cirílico: Нохчийн Пачхьалкх Нохчийчоь, Idioma ruso: Чеченская Республика Ичкерия tr. Chechénskaya Respúblika Ichkériya) fue un Estado autoproclamado que se declaró independiente en 1991 y aunque no obtuvo ningún reconocimiento a nivel internacional, controló de facto partes importantes de Chechenia en diferentes momentos, especialmente durante el gobierno de Dzhojar Dudáyev.
En septiembre y octubre de 1991, los partidarios de Dzhojar Dudáyev tomaron el poder en Chechenia en la Revolución chechena. Posteriormente, Dudáyev fue elegido presidente de Chechenia y proclamó la independencia de Chechenia de Rusia. La medida fue bien recibida por el presidente de Georgia, Zviad Gamsajurdia, quien fue uno de los primeros en felicitar a Dudáyev por su victoria y asistió a su toma de posesión como presidente en Grozni.Aunque Chechenia no recibió el respaldo de la comunidad internacional, recibió apoyo y atención de Georgia, que se convirtió en su aliado en el mundo exterior que no estaba controlada por Moscú. Los estrechos vínculos entre Gamsajurdia y Dudáyev llevaron a funcionarios rusos, incluido Aleksandr Rutskói, a acusar a Georgia de "fomentar el malestar en la república autónoma chechena".
La primera guerra chechena de 1994-1996 resultó en la victoria de las fuerzas separatistas. Tras lograr la independencia de facto de Rusia en 1996, los secuestros y la violencia entre grupos armados plagaron la región, y el gobierno no pudo controlarlos.  En noviembre de 1997, Chechenia fue proclamada como república islámica. La segunda guerra chechena comenzó en agosto de 1999, con la caída de la República de Ichkeria, que volvió a ser subsumida por la fuerza bajo el control del gobierno central ruso en el 2000. Poco después se produjo una insurgencia que terminó oficialmente en abril de 2009 tras varios años de conflicto.Desde su disolución, el gobierno de Ichkeria continúa sus actividades en el exilio. En octubre de 2022, la Rada Suprema de Ucrania votó a favor de reconocer a la República Chechena de Ichkeria como "ocupada temporalmente" por Rusia.

## Historia
La proclamación de la soberanía de la RCI ha dado lugar a un conflicto militar prolongado entre el Gobierno ruso y los separatistas chechenos, que poco a poco han causado una tensión creciente y de conflictos militares en todo el Cáucaso Norte.
Dudáyev ganó las primeras elecciones presidenciales, al mismo tiempo que su partido triunfaba en las elecciones parlamentarias. El 7 de noviembre de 1991, por medio de un decreto, el presidente ruso Borís Yeltsin "destituyó" a Dudáyev, pero tras afrontar durante varios meses los ataques de los milicianos chechenos, sumado a las protestas, las Fuerzas Armadas de Rusia se retiraron de Chechenia entre marzo y junio de 1992, consolidándose así la autoridad de Dudáyev.
En 1994, Yeltsin desencadenó la llamada primera guerra chechena, que costó la vida a 80.000 personas y que se dio oficialmente por terminada en 1996, con la derrota y retirada de las tropas rusas. Aunque establecido un alto el fuego, las tropas de ambos bandos continuaron los combates. Pese a los triunfos de los milicianos chechenos, Dudáyev fue localizado y muerto por un misil teledirigido el 21 de abril de 1996, mientras hablaba por un teléfono móvil vía satélite.

### Período de entreguerras
Tras la retirada rusa, la delincuencia se desbordó y los secuestros y asesinatos se multiplicaron mientras las facciones rebeldes rivales luchaban por el control del territorio. En diciembre de 1996, fueron asesinados seis trabajadores de la Cruz Roja, lo que llevó a la mayoría de las organizaciones de ayuda extranjera a abandonar el país.
A raíz de la muerte de Dzhojar Dudáyev en 1996, se convocaron elecciones presidenciales y al mismo tiempo, elecciones parlamentarias en enero de 1997. En ellas, resultó electo Aslán Masjádov. Aunque las elecciones fueron consideradas libres y justas, se impidió a los refugiados de la etnia rusa votar mediante amenazas e intimidaciones y las autoridades separatistas se negaron a establecer cabinas electorales fuera del territorio.
En 1997, Yeltsin firmó junto a Aslán Masjádov el "Tratado de Paz y los principios de las relaciones entre Rusia y la República Chechena de Ichkeria". Rusia siguió enviando dinero para la rehabilitación de la república; también proporcionó pensiones y fondos para escuelas y hospitales. La mayor parte de estas transferencias fueron robadas por las autoridades chechenas corruptas y repartidas entre ellas y los señores de la guerra beneficiados luego de la primera guerra chechena. La economía del país estaba arruinada, y a raíz de la falta de oportunidades, muchos exguerrilleros armados prosiguieron con los enfrentamientos y la violencia.
Los secuestros, robos y asesinatos de chechenos y extranjeros debilitaron las posibilidades de inversión en el exterior y los esfuerzos de Aslán Masjádov por conseguir el reconocimiento internacional. Los secuestros se convirtieron en algo habitual en la región y se obtuvieron más de 200 millones de dólares durante los tres años de independencia del caótico estado en ciernes, pero rara vez se mataba a las víctimas. Los secuestradores a veces mutilaban a sus cautivos y enviaban grabaciones de vídeo a sus familias, para fomentar el pago de rescates. Algunos de los secuestrados fueron supuestamente vendidos en régimen de servidumbre a familias chechenas.

### Exilio
Tras la caída de Grozni en el año 2000 por parte de las tropas rusas durante la segunda guerra chechena, parte del gobierno se estableció en el exilio.
En 2007, Dokú Umárov anunció la constitución del Emirato del Cáucaso y se autoproclamó como emir del mismo. Este cambio fue rechazado por varias figuras y líderes militares chechenos, que siguen apoyando la existencia de la república. Ese mismo año, Ajmed Zakáyev fue proclamado primer ministro de la república separatista en el exilio. En 2019, Alla Dudayeva, viuda del expresidente Dzhojar Dudáyev, ejerce la Presidencia del Presidium del Gobierno de la república separatista en el exilio.

## Reconocimiento diplomático
La República no fue reconocida por ningún Estado miembro de la ONU. Formó parte de la Organización de Naciones y Pueblos No Representados hasta el año 2010. Zviad Gamsakhurdia, expresidente de Georgia, derrocado en un golpe de Estado en 1991 y una de las figuras durante la guerra civil georgiana, reconoció la independencia de Chechenia en 1993. 
El 16 de enero de 2000, el Emirato Islámico de Afganistán reconoció al gobierno separatista checheno. Sin embargo, pese al reconocimiento, no hubo relaciones diplomáticas amistosas entre ambos; Masjádov rechazó tal reconocimiento, indicando que el gobierno talibán era ilegítimo.
El régimen separatista checheno también recibió un apoyo limitado de ciertas facciones políticas de Polonia, los países bálticos y los nacionalistas ucranianos. Aunque Estonia propuso reconocer la independencia de Chechenia, esta no fue posible, debido a la presión ejercida por Rusia y elementos prorrusos dentro de la Unión Europea.
El 18 de octubre de 2022, la Rada Suprema ucraniana votó a favor de reconocer a la República Chechena de Ichkeria como "temporalmente ocupada" por Rusia. Tal iniciativa fue criticada meses antes por Ramzan Kadyrov, jefe de la República de Chechenia, indicando que la resolución "es absolutamente absurda y ridícula".

## Gobierno y política

### Constitución
La Constitución de la República Chechena de Ichkeria fue aprobada por el Parlamento el 2 de marzo de 1992, sustituyendo a la Constitución de la República Autónoma Socialista Soviética de Chechenia e Ingusetia de 1978. Entre 1996 y 1997, fue modificada y completada.

### Presidente y vicepresidente
El jefe de la República Chechena de Ichkeria era el presidente, elegido por todos los ciudadanos para un período de 5 años.
| Período   | Presidente            |
| --------- | --------------------- |
| 1991-1996 | Dzhojar Dudáyev       |
| 1996-1997 | Zelimján Yandarbíyev  |
| 1997-2005 | Aslán Masjádov        |
| 2005-2006 | Abdul Halim Saduláyev |
| 2006-2007 | Dokú Umárov           |